# Việt Minh

Bandeira do movimento

O Việt Minh (forma curta de Việt Nam Ðộc Lập Ðồng Minh Hội, "Liga pela Independência do Vietnã") foi um movimento revolucionário de libertação nacional criado por Hồ Chí Minh em 1941, na China, para obter a independência do Vietnã da França e, durante a Segunda Guerra Mundial, quando a França fora ocupada pela Alemanha, para se contrapor à ocupação japonesa  (1940-1945). Inicialmente apenas formado por comunistas, o movimento acabou por se abrir a qualquer filiação política. Os seus membros organizaram acções de guerrilha contra os japoneses, e foi sob o comando do general Vo Nguyen Giap que muitas regiões do Norte do Vietnã foram libertadas do jugo japonês.
Após a rendição do Japão, os membros do  Việt Minh ocuparam Hanói e proclamaram a independência da República Democrática do Vietnã. Apesar da promessa da França, de  reconhecer o novo governo, isto não ocorreu, e, em 23 de Novembro de 1946, a armada francesa iniciou o bombardeamento à cidade portuária de Haiphong, dando início à Guerra da Indochina.